# Live at Royal Opera House
Live at Royal Opera House è un DVD pubblicato dalla cantante islandese Björk il 18 novembre del 2002 e contiene la registrazione della sua esibizione del 7 dicembre 2001 al teatro d'opera Royal Opera House a Londra, Inghilterra. Con questo concerto, che è stato uno degli ultimi del Vespertine Tour, Björk è diventata la prima artista pop contemporanea ad esibirsi nel prestigioso teatro d'opera londinese. Il concerto fu trasmesso in esclusiva dalla televisione inglese BBC il 12 marzo del 2002 durante la settimana di lancio del nuovo canale digitale BBC Four. Come anche per tutte le altre date del Vespertine Tour sul palco collaborano con la cantante l'arpista Zeena Parkins, il duo di musica elettronica sperimentale Matmos, un coro femminile inuit groenlandese ed un'orchestra di 70 elementi diretta da Simon Lee.

## Descrizione
Le canzoni della prima parte del concerto sono prese tutte dall'allora più recente album Vespertine, ad esclusione di Overture e All is Full of Love, mentre le canzoni della seconda parte sono per la maggior parte prese da tutto il precedente repertorio della cantante.
La canzone di chiusura It's In Our Hands fu presentata al pubblico per la prima volta quella sera e fu successivamente pubblicata come unico inedito nell'album antologico Greatest Hits. La canzone Generous Palmstroke invece è un b-side apparso in forma diversa nel singolo Hidden Place. Sebbene elencato come Frosti, il primo brano del concerto è in realtà una versione carillon di Pagan Poetry, così come appare sul singolo Cocoon. Il DVD (e la trasmissione televisiva) omette due canzoni che sono state eseguite durante la serata: Play Dead e Bachelorette.
Nel DVD è compreso un mini-documentario Touring Vespertine, una versione ridotta di quello che sarebbe diventato successivamente il DVD Minuscule. Tuttavia, il documentario Minuscule non comprende del materiale che è invece incluso in Touring Vespertine, come le brevi interviste con il compositore Simon Lee.
La copertina del DVD riporta una foto di Nick Knight, scattata in condizioni controllate, che ritrae un'eterea Björk su sfondo neutro bianco intenta a suonare un carillon di plexiglas, lo stesso strumento usato durante i concerti del Vespertine Tour. Sia lo strumento che le scarpe (anch'esse di plexiglas) sono stati disegnati dall'artista contemporaneo Matthew Barney (allora marito della cantante), mentre il vestito è una creazione di Alexander McQueen, stilista che ha curato anche gli abiti di scena della cantante nel concerto.

## Tracce
Parte 1
1. Frosti – 1:23 (Björk)
2. Overture – 3:35 (Björk, Vincent Mendoza)
3. All is Full of Love – 4:03 (Björk)
4. Aurora – 3:52 (Björk)
5. Undo – 5:54 (Björk, Thomas Knak)
6. Generous Palmstroke – 4:21 (Björk, Zeena Parkins)
7. An Echo, a Stain – 4:18 (Björk, Guy Sigsworth)
8. Hidden Place – 5:50 (Björk, Guy Sigsworth, Mark Bell)
9. Cocoon – 4:43 (Björk, Thomas Knak)
10. Unison – 6:44 (Björk)

Parte 2
1. Harm of Will – 4:22 (Björk, Guy Sigsworth, Harmony Korine)
2. It's Not Up to You – 5:22 (Björk)
3. Pagan Poetry – 5:27 (Björk)
4. Possibly Maybe – 6:00 (Björk)
5. Isobel – 6:13 (Björk, Nellee Hooper, Marius De Vries, Sjón)
6. Hyper-ballad – 4:59 (Björk)
7. Human Behaviour – 4:28 (Björk, Nellee Hooper)
8. Jóga – 6:36 (Björk, Sjón)
9. It's in Our Hands – 5:58 (Björk)

Documentario
1. Touring Vespertine: Programming, Playing, Singing – 41:10

## Formazione
- Björk - voce
- Zeena Parkins - arpa
- Matmos - strumenti elettronici
- Simon Lee - direttore
- The Greenlandic Choir (Ida Heinrich, Naya Fleischer, Dorthea Ignatiussen, Maannguaq Dalager, Nuka Amossen, Pilu Noahsen, Najaraaq Møller, Nina Jørgensen, Arnannguaq Eldevig, Malene Andersen, Regine Bech, Petrine Karolussen) - coro